# إمارة تونك
تونك كانت ولاية أميرية في الهند عندما كانت الهند تحت الراج البريطاني. وتقع في شمال غرب الهند وهي اليوم جزء من ولاية راجستان. بلدة تونك كانت عاصمة للدولة، وبلغ عدد سكانها 38759 في عام 1901. وكان يحيط بالمدينة سور وحصن مبني من الطين. أنشئت أصلا تحت سيادة سلطان إمبراطورية ماراثا عام 1806، وكانت الدولة الوحيدة الأميرية في ولاية راجاستان التي تحكمها أسرة حاكمة من المسلمين.

## التاريخ

### الحكام
حكام الدولة من عشيرة سالارزي وينتمي نواب تونك إلى قبيلة تاراكاني البشتونية. وكان يحق لهم الحصول على 17 طلقة تحية عسكرية من قبل السلطات البريطانية. وآخر حاكم، كان نواب محمد إسماعيل علي خان.

#### نواب
- محمد أمير خان 1806 - 1834
- محمد وزير خان 1834 - 1864
- نواب محمد علي خان 1864 - 1867
- نواب محمد إبراهيم علي خان 1867 - 23 يونيو 1930
- نواب محمد سعادات علي خان 23 يونيو 1930 – 31 مايو 1947
- نواب محمد فاروق علي خان 1947 - 1948
- نواب محمد إسماعيل علي خان 1948 - (حتى أصبحت مدينة مستقلة)

## وصلات خارجية
- Tonk Genealogy